# Irina Katajewa-Aimard
Irina Katajewa-Aimard, ros. Ирина Катаева-Эмар (ur. 1954) – francuska pianistka pochodzenia rosyjskiego specjalizująca się w wykonawstwie muzyki współczesnej i kameralnej, profesor fortepianu w École Nationale de Musique et de Danse Évry.
Ukończyła z wyróżnieniem Konserwatorium Moskiewskie w klasie prof. Jakowa Milsteina. Jeszcze będąc studentką, dokonywała wielu prawykonań dzieł takich kompozytorów jak Aleksandr Raskatow, Władisław Szut i Aleksandr Wustin.
W 1985 r. zamieszkała we Francji.
Występowała na festiwalach muzyki współczesnej we Włoszech, w Finlandii, Wielkiej Brytanii i Hiszpanii a także w paryskich programach muzyki współczesnej – IRCAM, Ensemble Intercontemporain, Radio France, Centre Acanthes.
Współpracowała z czołowymi dyrygentami muzyki współczesnej: Olivierem Messiaenem, Pierre’em Boulezem i Györgyem Ligetim.
Na prośbę Györgya Ligetiego dokonała nagrań dla Sony Classics jego wczesnych utworów fortepianowych, wokalnych oraz (wspólnie z mężem Pierre’em-Laurentem Aimardem) utworów na dwa fortepiany i cztery ręce. Ligeti dedykował jej etiudę Роur Irina, wykonaną przez nią na Festiwalu w Donaueschingen (Niemcy) w 1997 r. Podczas Roku Rosyjskiego w USA (2005-2006) występowała w Nowym Jorku i Filadelfii z programem Rosyjska Awangarda.
Koncertowała i prowadziła kursy mistrzowskie we Włoszech, Niemczech, Finlandii, Wielkiej Brytanii, Hiszpanii, Rosji oraz Stanach Zjednoczonych.

## Życie prywatne
Irina Katajewa-Aimard jest córką dyrygenta Witalija Katajewa i muzykolożki Lubow Berger oraz żoną francuskiego pianisty Pierre’a-Laurenta Aimarda.

## Źródła
- Strona Teatru Maryjskiego